# Браунфілд (Техас)
Браунфілд (англ. Brownfield) — місто (англ. city) в США, в окрузі Террі штату Техас. Населення — 8936 осіб (2020).

## Географія
Браунфілд розташований за координатами 33°10′32″ пн. ш. 102°16′24″ зх. д. / 33.17556° пн. ш. 102.27333° зх. д. (33.175514, -102.273429).  За даними Бюро перепису населення США в 2010 році місто мало площу 16,97 км², з яких 16,87 км² — суходіл та 0,10 км² — водойми.

### Клімат
| Клімат : Браунфілд    | Клімат : Браунфілд | Клімат : Браунфілд | Клімат : Браунфілд | Клімат : Браунфілд | Клімат : Браунфілд | Клімат : Браунфілд | Клімат : Браунфілд | Клімат : Браунфілд | Клімат : Браунфілд | Клімат : Браунфілд | Клімат : Браунфілд | Клімат : Браунфілд | Клімат : Браунфілд |
| Показник              | Січ.               | Лют.               | Бер.               | Квіт.              | Трав.              | Черв.              | Лип.               | Серп.              | Вер.               | Жовт.              | Лист.              | Груд.              | Рік                |
| Середній максимум, °C | 12,7               | 15,3               | 19,6               | 24,4               | 29,0               | 32,7               | 33,6               | 32,9               | 29,4               | 24,6               | 18,2               | 12,9               | 23,8               |
| Середній мінімум, °C  | −2,8               | −1,1               | 2,3                | 6,7                | 12,6               | 17,2               | 19,1               | 18,4               | 14,3               | 8,4                | 2,1                | −2,4               | 7,9                |
| Норма опадів, мм      | 17                 | 19                 | 26                 | 30                 | 69                 | 76                 | 61                 | 50                 | 61                 | 45                 | 23                 | 19                 | 495                |
| --------------------- | ------------------ | ------------------ | ------------------ | ------------------ | ------------------ | ------------------ | ------------------ | ------------------ | ------------------ | ------------------ | ------------------ | ------------------ | ------------------ |
| Джерело: NOAA         |                    |                    |                    |                    |                    |                    |                    |                    |                    |                    |                    |                    |                    |

## Демографія
Згідно з переписом 2010 року, у місті мешкало 9657 осіб у 3142 домогосподарствах у складі 2226 родин. Густота населення становила 569 осіб/км².  Було 3571 помешкання (210/км²).
Расовий склад населення:
| - 79,6 % — білих - 6,0 % — чорних або афроамериканців - 0,7 % — корінних американців - 0,2 % — азіатів - 10,8 % — осіб інших рас |

До двох чи більше рас належало 2,7 %. Частка іспаномовних становила 51,9 % від усіх жителів.
За віковим діапазоном населення розподілялося таким чином: 25,5 % — особи молодші 18 років, 60,1 % — особи у віці 18—64 років, 14,4 % — особи у віці 65 років та старші. Медіана віку мешканця становила 34,0 року. На 100 осіб жіночої статі у місті припадало 116,4 чоловіків;  на 100 жінок у віці від 18 років та старших — 121,1 чоловіків також старших 18 років.
Середній дохід на одне домашнє господарство  становив 63 420 доларів США (медіана — 36 051), а середній дохід на одну сім'ю — 77 323 долари (медіана — 42 603). Медіана доходів становила 38 000 доларів для чоловіків та 28 676 доларів для жінок. За межею бідності перебувало 14,6 % осіб, у тому числі 14,5 % дітей у віці до 18 років та 16,6 % осіб у віці 65 років та старших.
Цивільне працевлаштоване населення становило 3431 особа. Основні галузі зайнятості: освіта, охорона здоров'я та соціальна допомога — 29,6 %, сільське господарство, лісництво, риболовля — 18,1 %, роздрібна торгівля — 12,6 %.